# Hausi Straub
Pour les articles homonymes, voir Straub.
Hausi Straub, né le 17 décembre 1928 à Welschenrohr et mort le 18 janvier 2024 à Bienne, est un joueur de schwyzoise suisse.
Il a donné de nombreux concerts, a composé un certain nombre de titres dont : Es Stückli Heimat une valse, Mys Schwyzerland un chant yodlé (texte de Hans Rickli), etc.
Il joue en trio ou quatuor rarement en duo et yodle volontiers.